# Rue Saint-Julien (Nantes)
Pour les articles homonymes, voir Rue Saint-Julien.
La rue Saint-Julien est une voie de Nantes, en France.

## Situation et accès
Cette artère pavée du centre-ville, qui n'est pas ouverte à la circulation automobile, relie la place Royale à la rue des Vieilles-Douves. Au milieu de son tracé, côté est, elle rencontre la rue Vauban.

## Origine du nom
La voie doit son nom à une chapelle, autrefois implantée dans le quartier, et qui était dédiée à saint Julien l'Hospitalier. 

## Historique
La chapelle Saint-Julien, fondée au IVe siècle, est reconstruite sur le quai de la Fosse, près de la Bourse, en 1668, au niveau de l'ancien passage du Commerce, puis déplacée, en 1724, entre l'hôtel de la Bourse et la Loire. Le vocable Saint-Julien est repris comme enseigne d'un hôtel, sur la place Saint-Nicolas toute proche. La rue Saint-Julien est ouverte lors de la création du quartier autour de la place Royale, à la fin du XVIIIe siècle.
La rue est temporairement baptisée rue Mansard, (ou rue Mansart) pendant la Révolution.

## Bâtiments remarquables et lieux de mémoire
Au no 1 de la rue Mansard, Guillaume François Laënnec s'installe, avec son neveu René-Théophile, le 28 juin 1793. La famille vient de quitter la place du Bouffay, rendue sinistre par les exécutions à la guillotine qui s'y déroulent depuis trois mois.
Gabriel Guist'hau, maire de Nantes de 1908 à 1910, habite à son tour cette maison, au no 1 de la rue, et y meurt en 1931.